# Matea Sumajstorčić
Matea Sumajstorčić (5. travnja 1999.), hrvatska plivačica, članica PK Mladost. Hrvatska je reprezentativka. Nastupila je na europskom prvenstvu u plivanju u 25-metarskim bazenima od 4. do 8. prosinca 2019. godine u Glasgowu. Natjecala se je u disciplinama 400 m slobodno i 800 m slobodno.

## Vanjske poveznice
- Rezultati EP 2019. u Glasgowu (eng.)